# Ringwall Vollburg
Der Ringwall Vollburg ist eine abgegangene frühmittelalterliche Ringwallanlage auf dem 457 m ü. NHN hohen Vollberg im Staatsforst Vollburg des gemeindefreien Bürgwalds etwa 1400 Meter ostsüdöstlich der Kirche in Michelau im Steigerwald im Landkreis Schweinfurt in Bayern.
Von der ehemaligen ovalen Burganlage, vermutlich eine Fluchtburg aus der Hallstattzeit, auf einer Fläche von etwa 240 mal 120 Meter ist nur noch ein Wallrest erhalten. Ebidat setzt die Burg jedoch aufgrund der Größe und Form ins Frühmittelalter.
Möglicherweise trifft beides zu. Dem etwa 2,4 ha großen ovalen, sichtbaren, Nordwest-Südost ausgerichteten Ringwall ist nicht nur ein sichtbarer Abschnittswall im Südosten auf dem Zugangsgrat vorgelagert, sondern aus den Lidardaten wird im Reliefbild deutlich, dass das ursprünglich ebenso ein komplett umlaufender Ringwall war, der jedoch außerhalb des Berggrates sehr stark verschliffen ist. Gleichzeitig ist etwa 90 Meter weiter südöstlich eine weitere Stufe erkennbar, die wohl, mindestens, einem weiteren Wallring zuzuordnen ist. Dies ist ein Hinweis auf die oft mehrstufig angelegten keltischen Ringwallanlagen.
Das Gelände der Anlage ist als bayerisches Bodendenkmal ausgewiesen mit der Nummer D-6-6028-0055 und der Bezeichnung: Vorgeschichtliche Höhensiedlung mit Funden des Endneolithikums sowie der späten Hallstatt- und frühen Latènezeit sowie frühmittelalterliche Ringwallanlage "Vollburg".